# Psalm 136

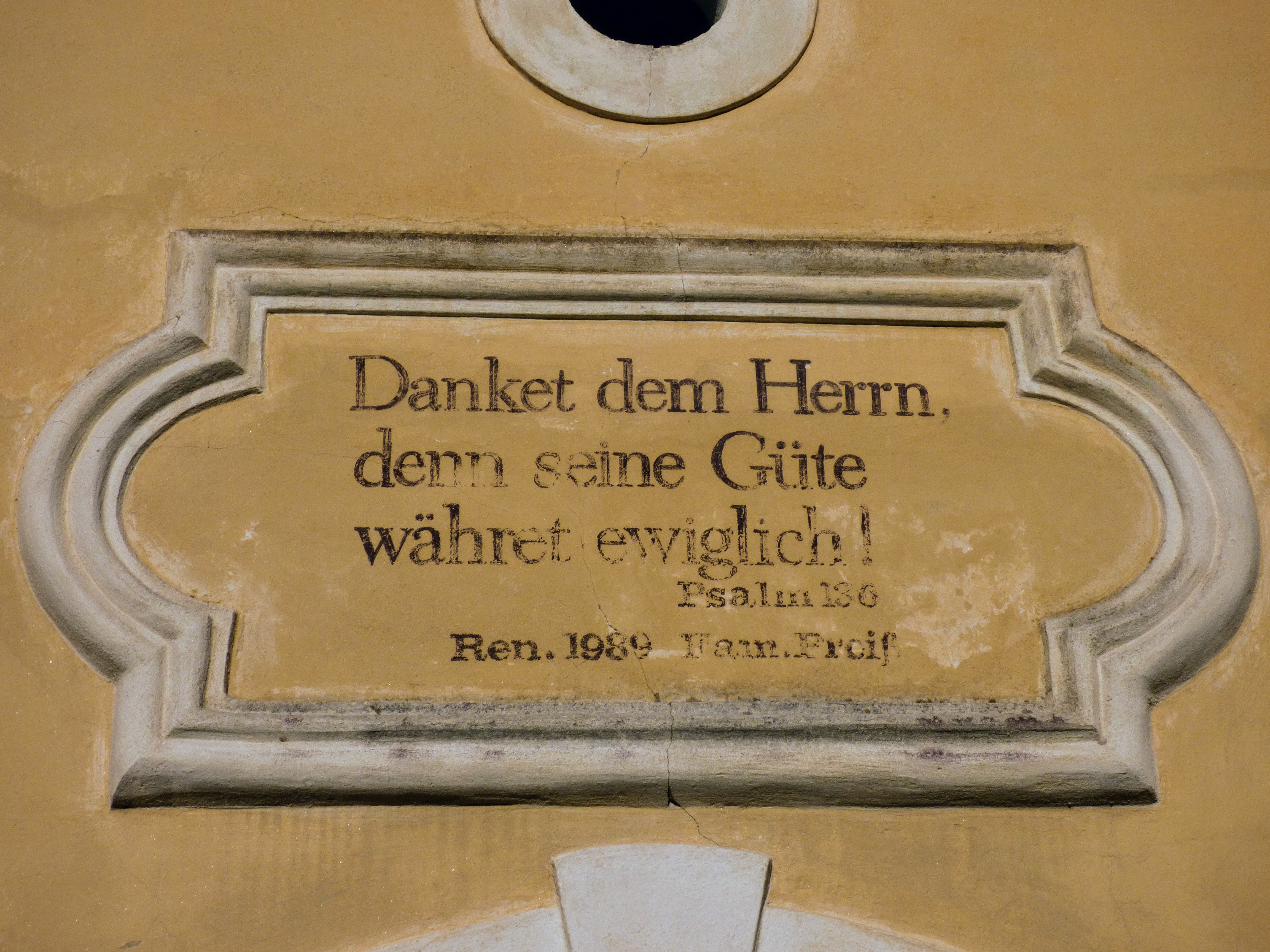
Psalm 136 Vers 1 an einer Dorfkapelle in Perchau am Sattel (Österreich)

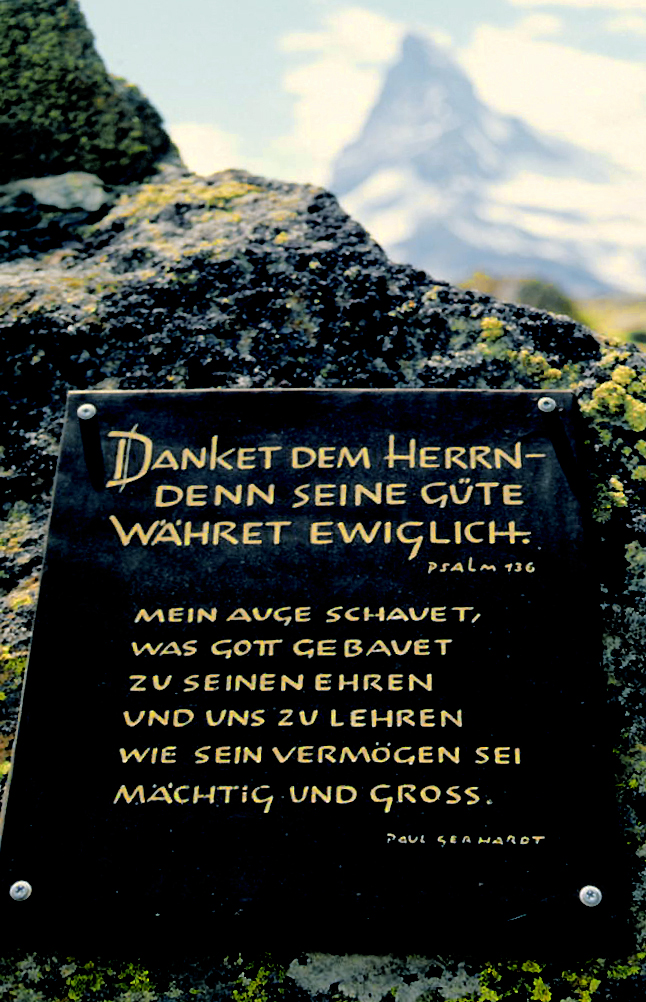
Psalm 136,1 und eine Liedstrophe von Paul Gerhardt; im Hintergrund das Matterhorn. Zermatt, Kanton Wallis, Schweiz

Der 136. Psalm ist ein biblischer Psalm aus dem fünften Buch des Psalters.

## Inhalt
Psalm 136 stellt eine Dankesliturgie in Form einer Litanei da. Er gehört wahrscheinlich in die Tradition das Passahfestes, aber auch seine Verwendung zu anderen Festen ist denkbar. Ein Vorsänger entfaltet bei dieser Liturgie ein Glaubensbekenntnis, worauf die Gemeinde mit einem feststehenden liturgischen Ruf („denn seine Güte währet ewiglich“) antwortet.
Der Psalm ist so gegliedert, dass auf einen einleitenden Aufruf (Vers 1–3) ein Lobpreis des Herrn für seine Taten als Schöpfer (Vers 4–9), als Herr der Geschichte (Vers 10–24) und als Erhalter des Lebens (Vers 25) folgt. Vers 26 wiederholt den einleitenden Aufruf.

## Rezeption

### Judentum
Mit Psalm 135 bildet Psalm 136 das Große Hallel der Pessach-Liturgie.

### Christentum
Das Kirchenlied Danket Gott, denn er ist gut von Johannes Riggenbach basiert auf Psalm 136.
Heinrich Schütz vertonte den Psalm Danket dem Herren, denn er ist freundlich zweimal (SWV 32; 45).
Georg Philipp Telemann schuf drei Kirchenkantaten Danket dem Herren, denn er ist freundlich (TWV 1:157; 1:158; 1:159).
Heinz Werner Zimmermann komponierte 1955 den Orgelpsalm 136.